# شعرورية النحل الطنان
شعرورية النحل الطنان (الاسم العلمي:Crithidia bombi) هي نوع من الطلائعيات يتبع جنس الشعرورية من الفصيلة المثقبانية.